# وارده سرا
وارده سرا، روستایی از توابع بخش اسالم شهرستان طوالش در استان گیلان ایران است.

## جمعیت
این روستا در دهستان اسالم قرار دارد و براساس سرشماری مرکز آمار ایران در سال ۱۳۸۵، جمعیت آن ۲۹۶ نفر (۷۷خانوار) بوده‌است.